# Liga de Campeones de la OFC 2021
La Liga de Campeones de la OFC 2021, iba a ser la 20.ª edición del máximo torneo de fútbol a nivel de clubes de Oceanía. Hubiera sido la quinta vez que contaba con 16 equipos en la fase de grupos y la cuarta vez que contaba con ocho equipos en la fase de eliminación directa.
Por primera vez en la historia los tres miembros asociados (Kiribati, Niue y Tuvalu) se hubieran incluido en las competiciones de la OFC a partir de 2021. Sin embargo, el 3 de marzo de 2021, la OFC le revocó la membresía a Niue debido a su larga inactividad.
El ganador de esta edición hubiera jugado en el Mundial de Clubes 2021.
El torneo fue oficialmente cancelado, por segundo año consecutivo, debido a la pandemia de COVID-19 y el cierre de fronteras en el pacífico. Se determinó que el AS Pirae será el representante de la OFC en el Mundial de Clubes 2021.

## Equipos participantes
| País                               | Equipo/s                        | Vía de clasificación                                                                                                |
| ---------------------------------- | ------------------------------- | --- |
| Fiyi 2 cupos                       | Suva Rewa                       | Campeón de la Liga Nacional de Fiyi 2020 Subcampeón de la Liga Nacional de Fiyi 2020                                |
| Islas Salomón 2 cupos              | Henderson Eels Solomon Warriors | Campeón de la S-League 2020-21 Subcampeón de la S-League 2020-21                                                    |
| Nueva Caledonia 2 cupos            | Tiga Sport Horizon Patho        | Campeón de la Superliga de Nueva Caledonia 2020-21 Subcampeón de la Superliga de Nueva Caledonia 2020-21            |
| Nueva Zelanda 2 cupos              | Auckland City Team Wellington   | Campeón de la Premiership 2019-20 Subcampeón de la Premiership 2019-20                                              |
| Papúa Nueva Guinea 2 cupos         | Toti City Hekari United         | Primero de Ronda Regular y Campeón de la Liga Nacional 2019-20 Segundo de Ronda Regular de la Liga Nacional 2019-20 |
| Tahití 2 cupos                     | Pirae Vénus                     | Campeón de la Primera División de Tahití 2019-20 Subcampeón de la Primera División de Tahití 2019-20                |
| Vanuatu 2 cupos                    | Galaxy Malampa Revivors         | Campeón de la Primera División de Vanuatu 2020 Subcampeón de la Primera División de Vanuatu 2020                    |
| Islas Cook 1 cupo fase previa      | Tupapa Maraerenga               | Campeón de la Primera División de Islas Cook 2020                                                                   |
| Samoa 1 cupo fase previa           | Lupe ole Soaga                  | Ganador de la Ronda Regular y Campeón de la Liga Nacional de Samoa 2020                                             |
| Samoa Americana 1 cupo fase previa | Pago Youth                      | Campeón de la Liga de Fútbol FFAS 2020                                                                              |
| Tonga 1 cupo fase previa           | Veitongo                        | Campeón de la Primera División de Tonga 2020                                                                        |
| Kiribati 1 cupo fase previa        | FC Moel                         | Campeón del Campeonato Nacional de fútbol de Kiribati 2020                                                          |
| Tuvalu 1 cupo fase previa          | Nauti FC                        | Campeón de la División-A de Tuvalu 2020                                                                             |